# Фома (апостол)
Фома́, Хома́ або Тома́ (грец. Θωμάς, лат. Thomas) — один з 12 апостолів Ісуса Христа. Вшановується усіма християнськими церквами. За переказами, проповідував Євангеліє в Азії, дійшовши у 52 році до Південної Індії. Загинув мученицькою смертю від рук язичників. Прізвисько — «невіруючий Хома», через сумнів у воскресінні Христа при зустрічі з ним після Воскресіння. Вважається святим патроном Індії.

## Ім'я
Ім'я апостола походить від арамейського «ta'am» — що значить «близнюк», «той що має пару». Таким чином у Біблії , написаній грецькою мовою,  Фому називали ще Дідімом (грец. δίδυμος), тобто у перекладі українською Близнюком — чи був зовні схожий на Ісуса невідомо. У сирійській традиції його називають іменем Юда Фома, оскільки «Фома» розуміють як прізвище. Таким ім'ям він названий і в Євангелії від Івана (Ів. 11:16) — «..Хома, на прізвисько Близнюк…».

## Євангелія
Фома був обраний Христом одним з дванадцяти апостолів та згаданий у всіх чотирьох Євангеліях. Євангелісти Матвій, Марко і Лука (Мт. 10:2–4, Мк. 3:14–19, Лк. 6:13–16) лише згадують ім'я Фоми серед імен інших апостолів. Іван Богослов, на відміну від них, повідомляє нам про участь Фоми в декількох подіях євангельської історії.

### Йдемо з Ісусом щоб вмерти
Вперше як дійова особа виступає Хома в історії про Воскресіння Лазаря. Євангеліє від Івана у 11 главі (Ів. 11) розповідає про хворобу, смерть та воскресіння Лазаря з Вифанії. У той критичний час Ісус Христос йде у Вифанію із апостолами, щоб воскресити Лазаря, і таким чином наближається до Єрусалима та до небезпеки, яку описує Євангеліст Марко (Мк. 10:32). Тоді Хома сказав «Ходімо й ми з ним, щоб разом умерти.», слова, що свідчать про його цілковиту приналежність до Христа.

### Як нам знати тую путь?

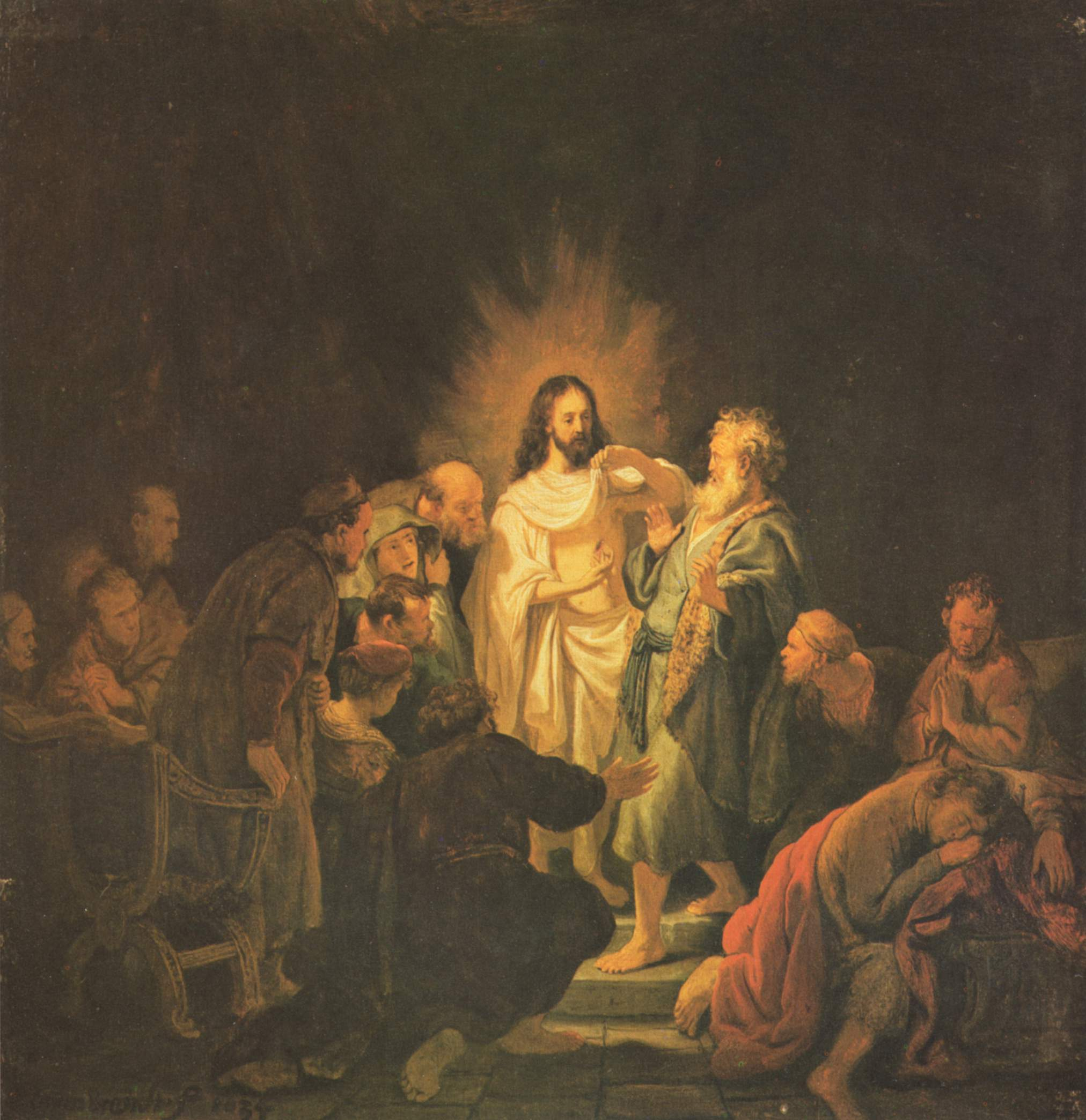
Рембрандт ван Рейн (1606-1669). Переконання святого Томи (1634).

Другий раз Євангеліє від Івана передає запитальні слова Фоми до Ісуса Христа у 14 главі під час Тайної вечері. Ісус Христос говорить своїм учням після оповіщення своєї майбутньої смерті, що Він йде, щоби їм підготувати місце і щоб вони були там, де Він є, та пояснює їм: «Куди ж я йду — ви знаєте путь». Тут Фома і запитує Його: «Господи, — каже до нього Хома, — не знаємо, куди ти йдеш. І як нам знати тую путь?» (Ів. 14:5). На це відповідає йому Ісус: «Я — путь, істина і життя! Ніхто не приходить до Отця, як тільки через мене. Якщо б ви мене пізнали, то й Отця мого пізнали б. Відтепер знаєте його і бачили.»

### Щасливі ті, які, не бачивши, увірували!
Згідно з Євангелієм від Івана (Ів. 20:19–29), Фома був відсутній при першому об'явленні Ісуса Христа апостолам по Воскресінні з мертвих. Дізнавшись від них, що Ісус воскрес з мертвих і приходив до них, Фома сказав: «Якщо не побачу на його руках знаків від цвяхів і не вкладу свого пальця у місце, де були цвяхи, а й руки моєї не вкладу в бік його, — не повірю!». З'явившись апостолам знову, Ісус запропонував Фомі вкласти палець в рани, після чого Фома увірував і вимовив: «Господь мій і Бог мій!» (Ів.20:28).

## Характер апостола
За характером своїм він дещо походив на Пилипа. Він любив дива і вважав їх найпереконливішим доводом могутності віри. Але на відміну від Пилипа, Фома відрізнявся схильністю до сумнівів і розсудливого аналізу. В ньому була якась дитячість, простота, щирість і простодушність. Попри всі ці колізії, віра у Фоми була тверда, а вірність Господеві — безмежна.
Дідахе згадує що апостол Фома проповідував у східній Індії. У місті Ченнаї апостол Фома помер мученицькою смертю. Мощі святого апостола Фоми знаходяться у Соборі Святого Фоми міста Ченнаї. Іншу частину їх у 392 році було переправлено до Едеси, звідки знову частину передали до церкви Сіоні у м. Тбілісі та м. Ортони в Італії.

## Вшанування Пам'яті

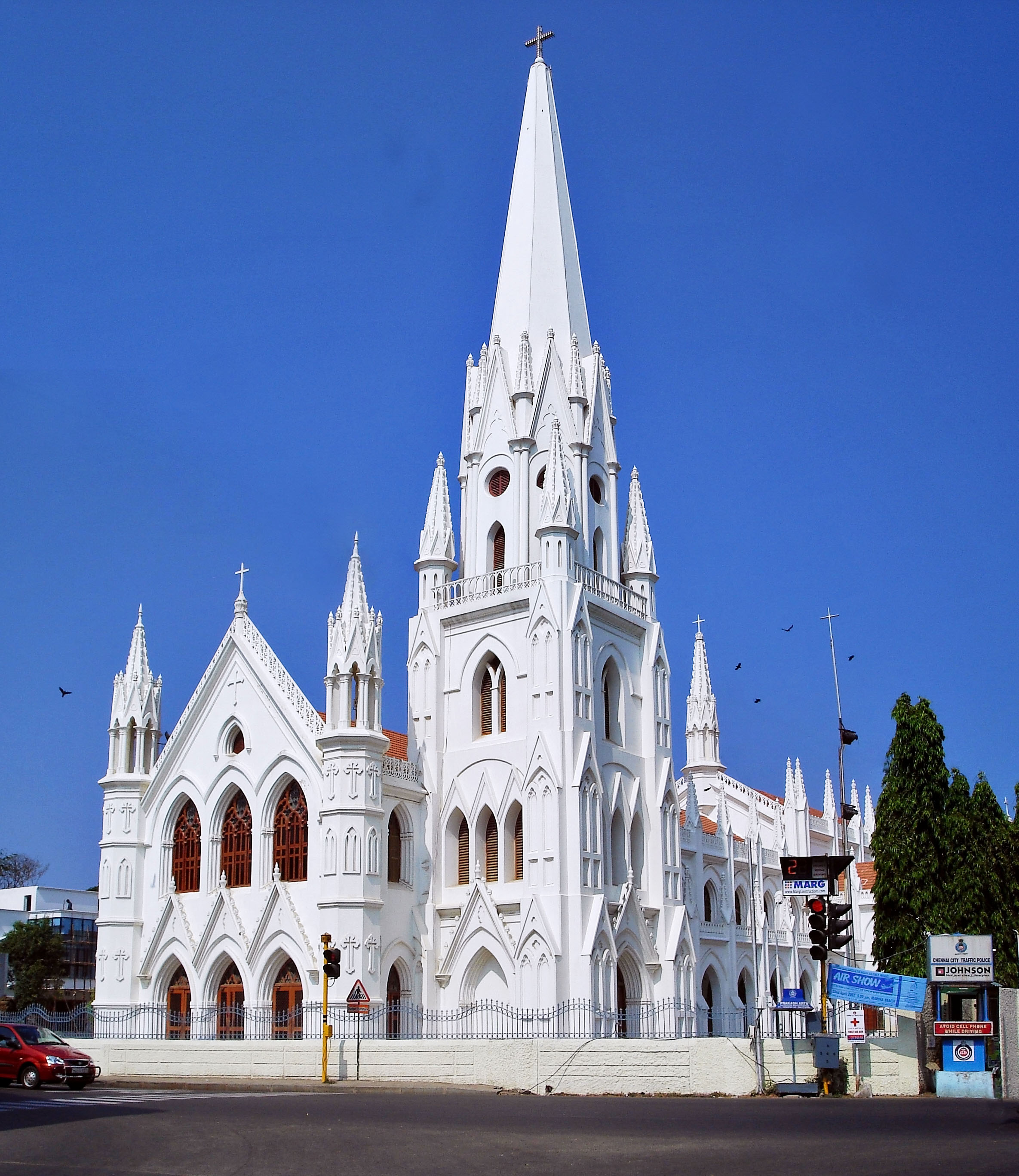
Базиліка Святого Фоми у Ченнаї збудована над могилою апостола.

На честь апостола Хоми названо острів — Сан-Томе, що є частиною держави Сан-Томе і Принсіпі.
Вважається небесним покровителем журналістів[джерело?].

### У мистецтві
- Невіра святого Томи — картина Мікеланджело да Караваджо.

### У кінематографі
- Фільм «Апостол Фома»[який?]

## Канонізація
Канонізований ще першими християнами.

## Патрон
- Індія: вся країна
- Португалія:
  - муніципалітети: Міра
  - парафії: Абамбреш, Паредеш-ду-Байрру